# (8141) Nikolaev
(8141) Nikolaev ist ein Asteroid des inneren Hauptgürtels, der am 20. September 1982 vom sowjetisch-russischen Astronomen Nikolai Stepanowitsch Tschernych am Krim-Observatorium in Nautschnyj, etwa 30 km von Simferopol entfernt (IAU-Code 095) in der Ukraine entdeckt wurde.
Der Asteroid wurde am 2. September 2001 nach dem russischen Namen der Stadt Mykolajiw in der südlichen Ukraine benannt, die ein bedeutendes industrielles und kulturelles Zentrum darstellt und in der die 1821 als Observatorium der Kaiserlich Russischen Marine gegründete Sternwarte Mykolajiw beheimatet ist.